# Festività romane

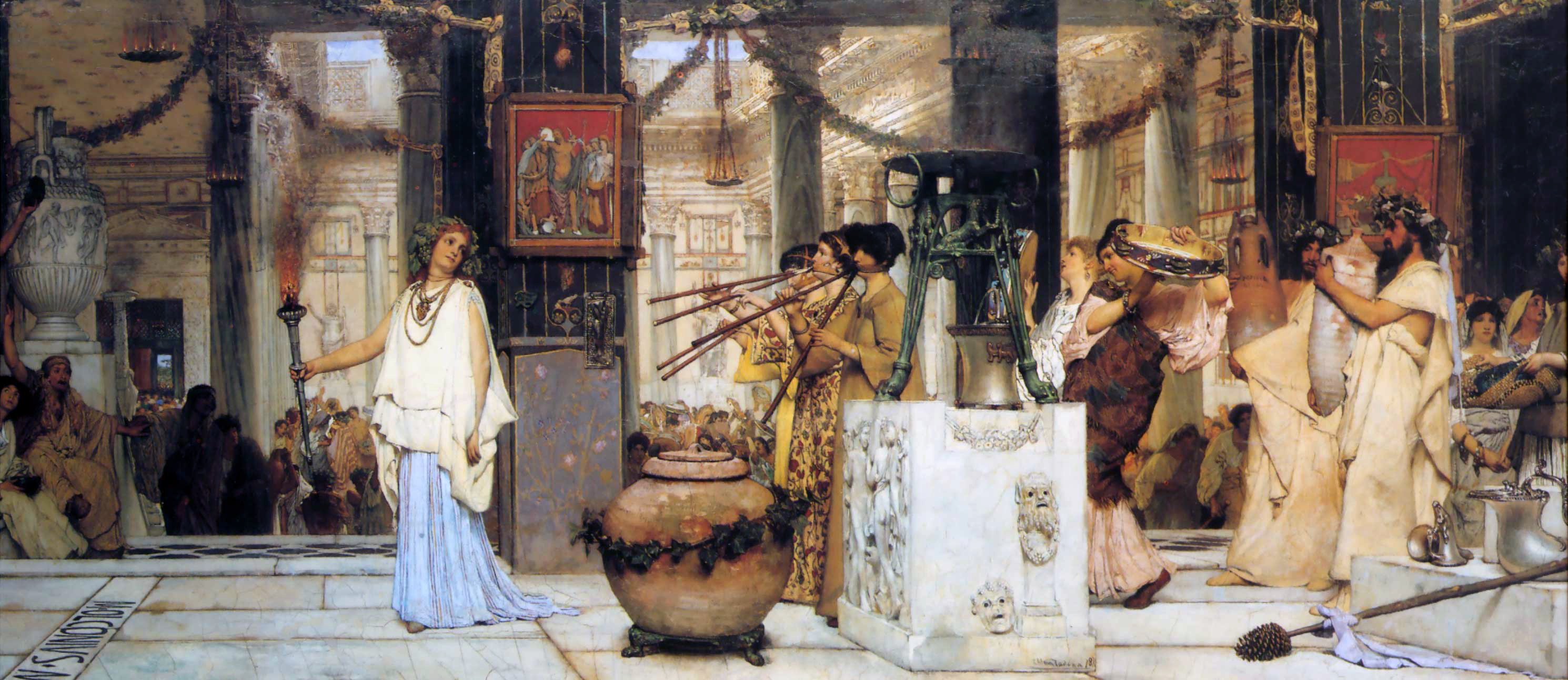
The Vintage Festival, dipinto di Lawrence Alma-Tadema (1870)

Le festività romane, le Feriae, erano giorni di festa che nell'antica Roma erano celebrati solennemente in onore di una certa divinità o ricorrenza religiosa; tra questi i più importanti erano i Saturnalia, i Consualia, i Lupercalia e i riti della Bona Dea.

## Descrizione
Le Feriae romane potevano essere pubbliche o private; solo le prime ricevevano fondi pubblici per la loro celebrazione.
Le Feriae potevano essere di tre tipi:
- Stativae, erano feste annuali che si tenevano ad una data fissa o certa del calendario;
- Conceptivae, erano feste annuali che si tenevano a date variabile del calendario, come nel caso della Pasqua cristiana; queste venivano annunciate dai magistrati o dai sacerdoti che ne avevano la responsabilità;
- Imperativae, erano festività che si tenevano per comando delle supreme cariche della città, in occasione di celebrazioni o espiazioni speciali;

Una delle fonti più rilevanti per le festività è costituita da Fasti, un'opera incompleta di Publio Ovidio Nasone che descrive le festività da gennaio a giugno.
Svetonio racconta a proposito di come festeggiava l'imperatore Augusto:
(Svetonio, Augustus, 75.)

## Elenco cronologico delle festività

### Gennaio
- 1º gennaio - dal 153 a.C. era il giorno in cui i Consoli romani entravano in carica. Si festeggiavano anche Esculapio e Veiove;
- 3 gennaio e 5 gennaio - le date più comuni indicate per i Compitalia, della famiglia delle feriae conceptivae;
- 5 gennaio - si festeggiava la dea Vica Pota sulla Velia;
- 9 gennaio - Agonalia (prima) in onore di Giano;
- 11 gennaio - Septimontium;
- 11 e 15 gennaio - Carmentalia, in onore di Carmenta;
- 24, 25 e 26 gennaio - Sementivae, di fine semina (note come Paganalia in campagna).

### Febbraio
- 7-17 febbraio - Fornacalia in onore di Fornace
- 13-21 febbraio - Parentalia, in onore degli antenati.
- 13-15 febbraio - Lupercalia, in onore di Luperco, protettore della fertilità.
- 17 febbraio - Quirinalia, in onore di Quirino.
- 21 febbraio - Feralia, in onore delle divinità infere.
- 22 febbraio - Caristia, con cui si celebrava l'amore familiare.
- 23 febbraio - Terminalia, in onore di Termine.
- 24 febbraio - Regifugium, in ricordo della fuga del Rex sacrificulus.
- 27 febbraio - Equirria (prima), in onore di Marte; corsa equestre.[1]

### Marzo
- 1º marzo
  - Capodanno romano, si rinnova il fuoco di Vesta;
  - Feriae Marti o Saliaria, in onore di Marte;
  - Matronalia, in onore di Giunone;
- 14 marzo
  - Equirria (seconda), in onore di Marte;[1]
  - Mamuralia;
- 15 marzo (idi), si celebrava Anna Perenna e i Salii portavano gli ancilia in processione per le vie di Roma, percuotendoli con le loro aste e cantando inni a Marte;
- 15 marzo e 16 marzo - Bacchanalia in onore di Bacco;
- Dal 15 marzo al 28 marzo - celebrazione del Sanguem in onore di Cibele e Attis, con un complesso rituale celebrativo;
- 17 marzo - Liberalia in onore di Liber Pater e Libera, in occasione della quale, compiuti i sedici anni, i ragazzi deponevano la bulla ed indossavano la toga virilis;
- 17 marzo - Agonalia (seconda), in onore di Marte;
- 19 marzo-23 marzo - Quinquatria, in onore di Minerva;
- 23 marzo - Tubilustrium, in onore di Marte;
- 24 marzo - giorno segnato con QRFC, nel quale davanti ai Comizi calati si poteva fare testamento;
- 30 marzo - Festa di Salus.
- 31 marzo - Festa della dea Luna.

### Aprile
- 1º aprile

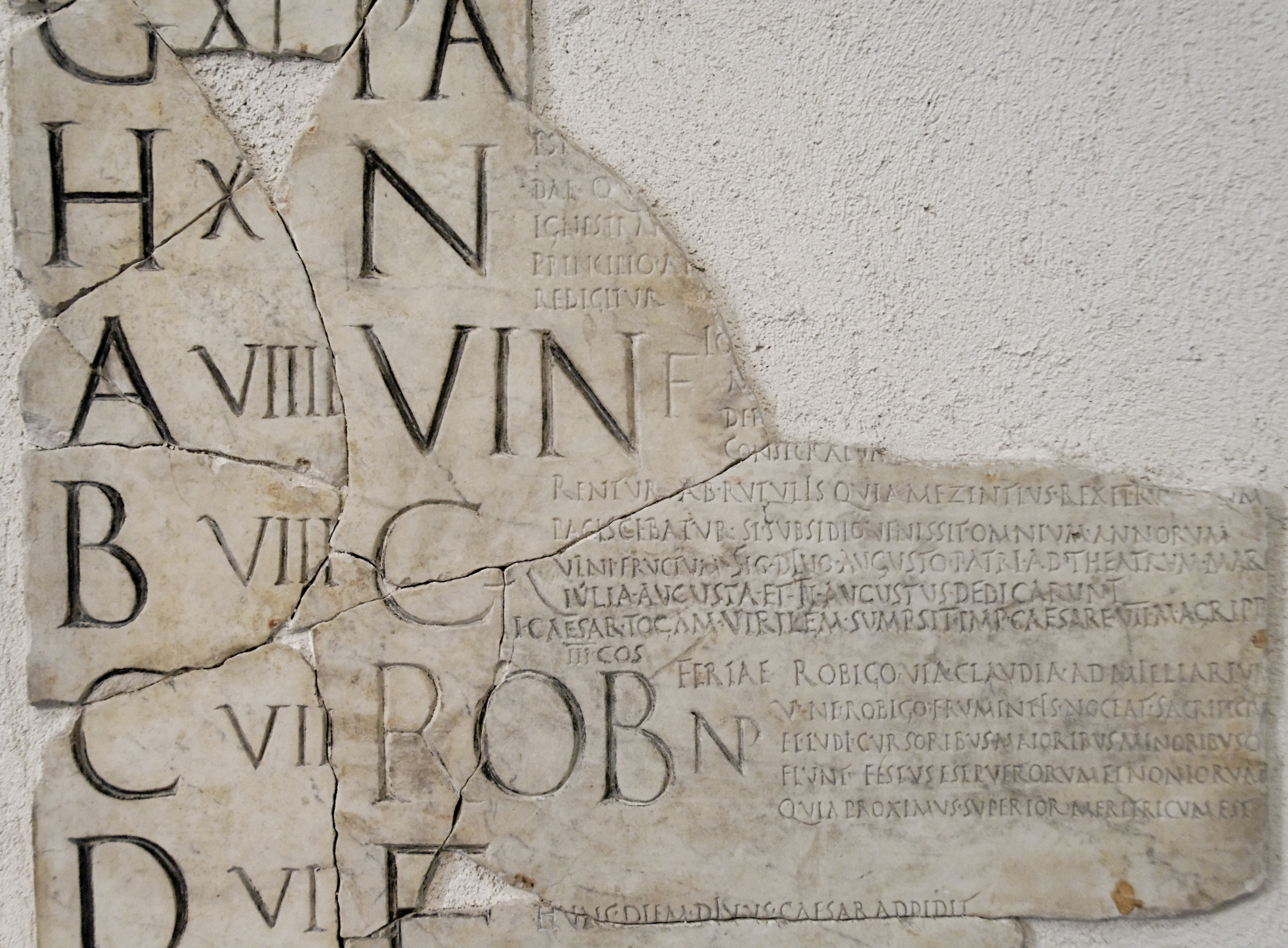
Frammento dei Fasti prenestini, che per il mese di Aprile riporta le festività dei Vinalia (VEN) e dei Robigalia (ROB).

  - Veneralia, in onore di Venere Verticordia.
  - Augurium Canarium
- 4-10 aprile - Megalesia, in onore di Cibele.
- 12-19 aprile - Cerealia, in onore di Cerere.
- 15 aprile - Fordicidia, in onore di Tellus.
  - Juppiter Victor, in onore di Giove.
- 21 aprile
  - Palilia, in onore di Pale
  - Natali di Roma.
- 23 aprile - Vinalia priora.
- 25 aprile - Robigalia, in onore di Robigus.
- 28 aprile-1º maggio - Floralia, in onore di Flora.

### Maggio
- 9-11-13 maggio - Lemuria
- 15 maggio
  - Mercuralia, in onore di Mercurio
- 16 maggio - Argeorum e Virbialia.
- 21 maggio - Agonalia (terza), in onore di Veiove.
- 23 maggio - Tubilustrium, in onore di Vulcano.
- 29 maggio - Honoralia, si festeggia Onore.
- 30 maggio - Ambarvalia, festa per propiziare la fertilità dei campi, celebrati in onore di Cerere.

### Giugno
- 3 giugno - Festa in onore di Bellona.
- 7 - 15 giugno - Vestalia, in onore di Vesta.
- 11 giugno - Matralia, in onore di Mater Matuta.
- 15 giugno - Iuppiter Invictor, in onore di Giove.
- 20 giugno - Festa in onore di Summanus.
- 24 giugno - Festa in onore di Fors Fortuna

### Luglio
- 5 luglio - Poplifugia, in onore di Giove.[2]
- 6 luglio-13 luglio - Ludi Apollinares, in onore di Apollo.
- 7 luglio - Nonae Caprotinae, in onore di Giunone Caprotina.[3]
- 9 luglio - Caprotinia, in onore di Giunone.
- 19 luglio-21 luglio - Lucaria, in onore delle divinità boschive.
- 23 luglio - Neptunalia, in onore di Nettuno.
- 25 luglio - Furrinalia, in onore di Furrina.

### Agosto
- 1º agosto, giorno della speranza, dedicato alla dea Spes.
- 13 agosto
  - Vertumnalia, in onore di Vertumno.
  - Nemoralia, la festività delle torce, in onore di Diana.
- 17 agosto - Portunalia, in onore di Portuno.
- 17 agosto - Tiberinalia in onore di Tiberino
- 19 agosto - Vinalia rustica, in onore di Venere, in commemorazione della fondazione del suo più antico tempio, quello sull'Esquilino, nel 293 a.C.
- 21 agosto - Consualia, giochi e gare in onore di Conso.
- 23 agosto - Volcanalia, in onore di Vulcano.
- 24 agosto - Uno dei tre giorni in cui era aperto il mundus Cereris.
- 25 agosto - Opalia o Opiconsivia, in onore di Opi.
- 27 agosto - Volturnalia, in onore di Volturno.

### Settembre
- 4-19 settembre - Ludi Romani o Ludi Magni, in onore di Giove.
- 13 settembre - Epulum Iovis, in onore di Giove.
- 14 settembre - Equorum Probatio, una parata di cavalleria del periodo imperiale
- 20-23 settembre - giorni riservati ai mercati e alle fiere (mercatus) subito dopo i Ludi Romani

### Ottobre
- 1º ottobre - Tigillum Sororium
- 1º ottobre - Fede in Campidoglio
- 4 ottobre - Ieiunium Cereris, in onore di Cerere.
- 5 ottobre - Uno dei tre giorni in cui era aperto il mundus Cereris.
- 11 ottobre - Meditrinalia, in onore di Giove.
- 13 ottobre - Fontinalia, festa in onore di Fons.
- 15 ottobre - October Equus, in onore di Marte.
- 19 ottobre - Armilustrium, in onore di Marte.

### Novembre
- 7-14 novembre ludi plebeia in onore di Giove
- 8 novembre - Uno dei tre giorni in cui era aperto il mundus Cereris.
- 13 novembre - Epulum Iovis, in onore di Giove.
- 15 novembre - Festa in onore di Feronia.
- 24 novembre - Brumalia, in onore di Bacco.

### Dicembre
- 4 dicembre - Bona Dea.
- 5 dicembre - Faunalia, in onore di Fauno.
- 11 dicembre - Agonalia (quarta), in onore di Sol Indiges.
- 15 dicembre - Consualia, in onore di Conso.
- 17-23 dicembre - Saturnalia in onore di Saturno
- 18 dicembre - Eponalia, in onore di Epona.
- 19 dicembre - Opalia, in onore di Opi.
- 21 dicembre - Divalia, in onore di Angerona.
- 23 dicembre - Larentalia in onore di Acca Larenzia
- 24 dicembre - Brumaia  Il giorno più corto dell'anno.
- 25 dicembre - Dies Natalis Solis Invicti, festa in onore di Sol Invictus.